# Gare de Puybrun
La gare de Puybrun est une gare ferroviaire française, de la ligne de Souillac à Viescamp-sous-Jallès, située dans la commune de Puybrun, dans le département du Lot, en région Occitanie.
Elle est mise en service en 1891 par la Compagnie du chemin de fer de Paris à Orléans (PO).
C'est une halte voyageurs de la Société nationale des chemins de fer français (SNCF), desservie par des trains TER.

## Situation ferroviaire
Établie à 147 mètres d'altitude, la gare de Puybrun est située au point kilométrique (PK) 648,536 de la ligne de Souillac à Viescamp-sous-Jallès, entre les gares de Bétaille et de Bretenoux - Biars.

## Histoire

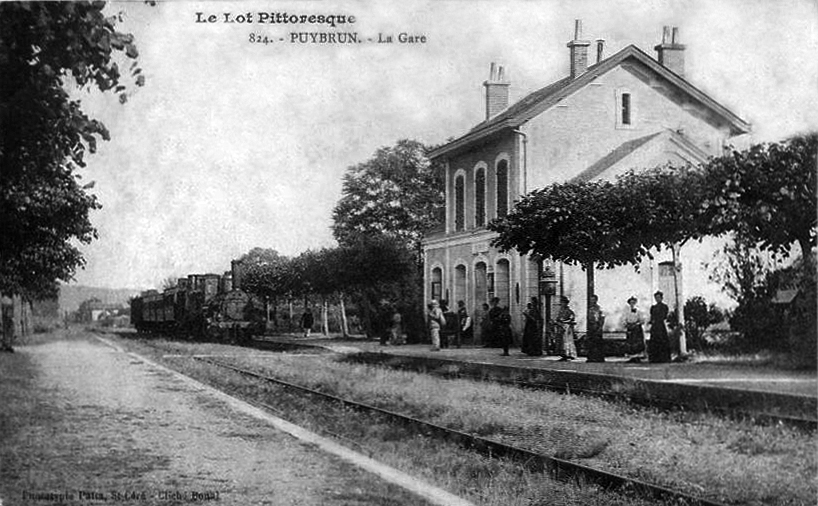
La gare vers 1900.

La gare de Puybrun est mise en service le 11 mai 1891 par la Compagnie du chemin de fer de Paris à Orléans (PO), lorsqu'elle ouvre à l'exploitation la section de Saint-Denis-près-Martel à Viescamp-sous-Jallès.
La gare dispose d'un bâtiment voyageurs, avec un corps central à trois ouverture, avec un étage sous une toiture à deux pans, encadré par deux petites ailes à une ouverture en rez-de-chaussée sous une toiture à deux pans, c'est une gare de croisement avec deux voies et deux quais.
En 1896, la Compagnie du PO indique que la recette de la gare pour l'année entière est de 44 971 francs.
Devenue depuis une halte voyageurs de la SNCF, le bâtiment voyageurs est fermé, la deuxième voie et le deuxième quai n'existent plus.

## Service des voyageurs

### Accueil
Halte SNCF, c'est un point d'arrêt non géré (PANG) à accès libre. La gare possède une seule voie et un unique quai.

### Desserte
Puybrun est desservie par des trains régionaux TER Auvergne-Rhône-Alpes qui effectuent des missions entre les gares de Brive-la-Gaillarde et d'Aurillac.

### Intermodalité
Le stationnement des véhicules est possible à proximité de l'ancien bâtiment voyageurs.

## Patrimoine ferroviaire
Bien que fermé au service ferroviaire, le bâtiment voyageurs d'origine est toujours présent sur le site de la gare.